# Olympische Sommerspiele 1964/Teilnehmer (Österreich)
| Gelbes Symbol für Goldmedaillen mit stilisierten Olympischen Ringen | Graues Symbol für Silbermedaillen mit stilisierten Olympischen Ringen | Braundes Symbol für Bronzemedaillen mit stilisierten Olympischen Ringen |
| ------------------------------------------------------------------- | --------------------------------------------------------------------- | ----------------------------------------------------------------------- |
| —                                                                   | —                                                                     | —                                                                       |

Österreich nahm an den Olympischen Sommerspielen 1964 in der japanischen Hauptstadt Tokio mit einer Delegation von 56 Sportlern teil, davon 45 Männer und elf Frauen. Medaillen konnten keine gewonnen werden.
Fahnenträger bei der Eröffnungsfeier war der Sportschütze Hubert Hammerer.

## Teilnehmer nach Sportart

### Boxen
- Franz Frauenlob
Herren, Mittelgewicht: 1. Runde
- Rupert König
Herren, Halbweltergewicht: 2. Runde
- Peter Weiss
Herren, Federgewicht: 1. Runde

### Fechten
- Udo Birnbaum
Herren, Degen, Mannschaft: 9. Runde
- Marcus Leyrer
Herren, Degen, Einzel: 2. Runde
Herren, Degen, Mannschaft: 9. Platz
- Roland Losert
Herren, Florett, Einzel: 4. Platz
Herren, Degen, Einzel: 9. Platz
Herren, Degen, Mannschaft: 9. Platz
- Herbert Polzhuber
Herren, Degen, Mannschaft: 9. Platz
- Rudolf Trost
Herren, Florett, Einzel: 17. Platz
Herren, Degen, Einzel: 9. Platz

### Gewichtheben
- Gerhard Hastik
Herren, Leichtschwergewicht: 18. Platz
- Kurt Herbst
Herren, Mittelschwergewicht: 10. Platz
- Udo Querch
Herren, Schwergewicht: 18. Platz

### Judo
- Alfred Redl
Herren, Mittelgewicht: 9. Platz
- Karl Reisinger
Herren, Leichtgewicht: 9. Platz
- Gerhard Zotter
Herren, Leichtgewicht: 5. Platz

### Kanu (Rennen)
- Günther Pfaff
Herren, Kayak-Einer, 1000 m: 5. Platz
- Kurt Heubusch, Kurt Lindlgruber, Günther Pfaff & Ernst Severa
Herren, Kayak-Vierer, 1000 m: Halbfinale
- Hanneliese Spitz
Damen, Kayak-Einer, 500 m: 6. Platz

### Leichtathletik
- Inge Aigner
Damen, 100 Meter: Viertelfinale
Damen, 200 Meter: Vorläufe
Damen, 80 Meter Hürden: Vorläufe
- Helmut Haid
Herren, 400 Meter Hürden: Vorläufe
- Ulla Flegel
Damen, Hochsprung: kein gültiger Sprung im Finale
Damen, Fünfkampf: DNF
- Rudolf Klaban
Herren, 800 Meter: Halbfinale
- Liese Prokop
Damen, Hochsprung: 21. Platz (Qualifikation)
- Ernst Soudek
Herren, Diskuswurf: 20. Platz (Qualifikation)
- Heinrich Thun
Herren, Hammerwurf: 15. Platz
- Volker Tulzer
Herren, 1500 Meter: Vorläufe

### Moderner Fünfkampf
- Udo Birnbaum
Herren, Einzel: 24. Platz
Herren, Mannschaft: 10. Platz
- Herbert Polzhuber
Herren, Einzel: 33. Platz
Herren, Mannschaft: 10. Platz
- Rudolf Trost
Herren, Einzel: 32. Platz
Herren, Mannschaft: 10. Platz

### Ringen
- Franz Berger
Herren, Leichtgewicht, griechisch-römisch: 2. Runde
- Helmut Längle
Herren, Weltergewicht, griechisch-römisch: 3. Runde
- Hans Marte
Herren, Federgewicht, griechisch-römisch: 4. Runde
- Eugen Wiesberger junior
Herren, Halbschwergewicht, griechisch-römisch: 4. Runde

### Rudern
- Josef Kloimstein, Alfred Sageder & Peter Salzbacher
Herren, Zweier mit Steuermann: 8. Platz
- Dieter Ebner, Manfred Krausbar, Horst Kuttelwascher & Dieter Losert
Herren, Vierer ohne Steuermann: 8. Platz

### Schießen
- Hubert Hammerer
Freies Gewehr Dreistellungskampf 300 Meter: 9. Platz
Kleinkaliber Dreistellungskampf 50 Meter: 31. Platz
Kleinkaliber liegend 50 Meter: 28. Platz
- Josef Meixner
Herren, Trap: 9. Platz
- Laszlo Szapáry
Herren, Trap: 43. Platz

### Schwimmen
- Volker Deckardt
Herren, 200 m Schmetterling: Vorläufe
- Christl Filippovits
Damen, 200 m Brust: Vorläufe
- Gert Kölli
Herren, 100 m Freistil: Vorläufe
Herren, 400 m Freistil: Vorläufe
- Christl Paukerl
Damen, 100 m Freistil: Vorläufe
- Ursula Seitz
Damen, 100 m Rücken: Vorläufe
- Friedrich Suda
Herren, 100 m Rücken: Vorläufe
Herren, 200 m Rücken: Vorläufe
- Gerhard Wieland
Herren, 100 m Freistil: Vorläufe
Herren, 200 m Rücken: Vorläufe

### Segeln
- Werner Fischer & Karl Geiger
Flying Dutchman: 8. Platz
- Hubert Raudaschl
Finn Dinghy: 5. Platz

### Turnen
- Henriette Parzer
Damen, Einzel: 61. Platz
Damen, Boden: 56. Platz (Qualifikation)
Damen, Pferd: 47. Platz (Qualifikation)
Damen, Stufenbarren: 65. Platz (Qualifikation)
Damen, Schwebebalken: 62. Platz (Qualifikation)

### Wasserspringen
- Kurt Mrkwicka
Herren, Kunstspringen: 16. Platz
Herren, Turmspringen: 17. Platz
- Inge Pertmayr
Damen, Kunstspringen: 16. Platz
Damen, Turmspringen: 6. Platz
- Ulrike Sindelar-Pachowsky
Damen, Kunstspringen: 18. Platz
Damen, Turmspringen: 21. Platz
- Elisabeth Svoboda
Damen, Kunstspringen: 15. Platz
Damen, Turmspringen: 13. Platz